# Ланиган (Саскачеван)
Ланиган (енгл. Lanigan) је насељено место са административним статусом варошице у централном делу канадске провинције Саскачеван. Налази се на месту где магистрални друм 20 пресеца трансканадски аутопут 16 на око 117 км источно од највећег града у провинцији Саскатуна и на око 170 км северно од административног центра Реџајне. Четрдесетак километара источно од вароши налази се рамсарско подручје Квилских језера.

## Историја
Насеље Ланиган настало је након проласка железнице кроз ово подручје 1907. године. Скромне стамбене колибе убрзо су замениле јавне грађевине и већ 21. августа 1907. Ланиган је административно уређен као село. Село је брзо расло и већ пар месеци касније административно је унапређено у провинцијску варошицу. У наредних неколико година Ланиган постаје најважније железничко чвориште у којем се састају железнице из пет различитих праваца. 
Средином 60их година прошлог века 11 км западно од вароши отворен је рудник поташе који је данас најважнији послодавац у вароши и главни извор прихода. Због тога Ланиган често називају и престоницом поташе. Око 8 км источно од вароши налазе се велика фабрика за производњу етанола и фарма за узгој говеда.

## Демографија
Према резултатима пописа становништва из 2011. у варошици је живело 1.390 становника у укупно 584 домаћинства, што је за 12,7% више у односу на 1.233 житеља колико је регистровано 
приликом пописа 2006. године.
| 2001. | 2006. | 2011. |
| ----- | ----- | ----- |
| 1.289 | 1.233 | 1.390 |